# Rezerwat przyrody Czapli Wierch
Rezerwat przyrody Czapli Wierch – leśny rezerwat przyrody na obszarze Kociewia, w kompleksie leśnym Borów Tucholskich, nad wschodnim brzegiem Jeziora Słonego. Został utworzony w 1960 roku. Powierzchnia rezerwatu wynosi 5,26 ha (akt powołujący podawał 5,03 ha). Celem ochrony jest zachowanie fragmentu typowego dla Borów Tucholskich ekosystemu kontynentalnego boru mieszanego Querco roboris-Pinetum wraz z istniejącym starodrzewem sosnowym naturalnego pochodzenia. Nazwa rezerwatu wywodzi się od kolonii czapli siwej, której gniazda znajdują się w koronach starych drzew, rosnących wzdłuż brzegów jeziora.
Rezerwat jest położony na gruntach Skarbu Państwa w zarządzie Nadleśnictwa Lubichowo. Nadzór sprawuje Regionalny Dyrektor Ochrony Środowiska w Gdańsku. Na mocy obowiązującego planu ochrony ustanowionego w 2015 roku, obszar rezerwatu objęty jest ochroną czynną.
Rezerwat leży w granicach Obszaru Chronionego Krajobrazu Borów Tucholskich oraz obszaru specjalnej ochrony ptaków sieci Natura 2000 „Bory Tucholskie” PLB220009.
Najbliższe miejscowości to Osiek, Radogoszcz i Skórzenno.